# 아지즈 딜레마
"아지즈 딜레마"(튀르키예어: Azizler)는 튀르키예에서 제작된 두룰 타일란, 야그무르 타일란 감독의 2021년 영화이다.

## 출연

### 주연
- 엔긴 귄나이딘 : 아지즈 역

### 조연
- 할루크 빌기네르 : 에르빌 역
- 빈누르 카야 : 카무란 역
- 외네르 에르칸 - 알프 역
- 파티흐 아르트만 - 세브데트 역
- 이렘 사크 - 부르쿠 역